# Saint-Jean-Chrysostome
Saint-Jean-Chrysostome est un secteur de l'arrondissement des Chutes-de-la-Chaudière-Est à Lévis, au Québec (Canada). D'abord un centre de commerce du bois, Saint-Jean-Chrysostome devient progressivement un territoire agricole, puis une banlieue de Québec.

## Toponymie
Le secteur est nommé d'après la paroisse qui l'a vu naître, elle-même désignée en l'honneur de Jean Chrysostome, archevêque de Constantinople et rappelant la mémoire de John Caldwell, seigneur de Lauzon. La paroisse porte pendant une courte période le nom de Saint-Jérôme, honorant Jérôme Demers, prêtre à Saint-Nicolas.
Avant l'érection de la paroisse, Saint-Jean-Chrysostome porte le nom de Taniata, qui signifie « là où poussent les peupliers » en abénaqui.
Le bureau de poste porte un temps le nom de Saint-Jean-Chrysostome, comté de Lévis, afin de le distinguer de celui de Saint-Chrysostome en Montérégie.

## Géographie
Saint-Jean-Chrysostome est situé au sud de Saint-Romuald, à l'est de Charny, au nord de Sainte-Hélène-de-Breakeyville et Saint-Lambert-de-Lauzon et à l'ouest de Pintendre. Le secteur est borné son extrémité ouest par la rivière Chaudière, puis à l'est par la rivière Etchemin.
Saint-Jean-Chrysostome est une banlieue principalement résidentielle et rurale de la région de Québec.

On trouve sur son territoire un aéroport d'aviation civile.

## Histoire
Le secteur de Saint-Jean-Chrysostome est peuplé dès le début du xixe siècle. Une paroisse est érigée en 1828, la quatrième à être détachée de la paroisse-mère de la seigneurie de Lauzon, Saint-Joseph-de-la-Pointe-de-Lévy.
Une municipalité de paroisse est érigée en 1845, dissoute dans la municipalité de comté en 1847, puis rétablie en 1855. Cette année-là, on ouvre le premier bureau de poste. À cette époque, l'exploitation du bois par la famille Breakey est la principale activité économique.
Saint-Romuald, Charny et Sainte-Hélène-de-Breakeyville se détachent successivement du territoire de Saint-Jean-Chrysostome en 1855, 1903 et 1909.
Par la suite tournée vers l'agriculture, la municipalité de Saint-Jean-Chrysostome atteint le statut de ville en 1965, alors qu'elle est progressivement intégrée à l'espace économique et sociologique de la grande région de Québec. La ville de Saint-Jean-Chrysostome est annexée à Lévis le 1er janvier 2002.

## Démographie
| 1861  | 1871  | 1881  | 1891  | 1901  | 1911  | 1921  | 1931  | 1941  |
| ----- | ----- | ----- | ----- | ----- | ----- | ----- | ----- | ----- |
| 2 500 | 1 707 | 1 924 | 1 802 | 1 757 | 1 007 | 1 130 | 1 032 | 1 238 |

| 1951  | 1956  | 1961  | 1966  | 1971  | 1976  | 1981  | 1986  | 1991   |
| ----- | ----- | ----- | ----- | ----- | ----- | ----- | ----- | ------ |
| 1 469 | 1 449 | 1 471 | 1 633 | 1 905 | 3 606 | 6 930 | 8 797 | 12 717 |

| 1996   | 2001   | 2006   | 2011   | 2016   | 2021   | - | - | - |
| ------ | ------ | ------ | ------ | ------ | ------ | - | - | - |
| 16 161 | 17 089 | 18 061 | 18 227 | 17 556 | 16 826 | - | - | - |

## Éducation
Saint-Jean-Chrysostome comporte 5 écoles primaires ainsi qu'une école secondaire du premier jusqu'au troisième niveau qui font partie de la Commission scolaire des Navigateurs.
- École Primaire Taniata
- École Primaire de la Nacelle
- École Primaire de la Rose-Des-Vents
- École Primaire Les Mousserons
- École Primaire L'Alizé
- École Secondaire l'Horizon

## Attraits
L'ensemble religieux du noyau villageois, soit l'église et le presbytère, forment un site patrimonial cité. L'église, d'inspiration néoclassique, contient un orgue Casavant.
Au cœur de l’ancien village, l’église et le presbytère sont classés « site patrimonial » depuis 2001. L’église, d'inspiration néoclassique, a été construite entre 1848 et 1850 d’après des plans de l’architecte Thomas Baillargé. Le presbytère a été érigé en 1871 et il est le seul de la ville de Lévis doté d’une architecture traditionnelle québécoise. Détruit par un incendie en 1871, le presbytère a été rebâti à partir des fondations et des murs encore sains.
Le parc Champigny, à vocation sportive, accueille aussi des spectacles lors du Festivent.

## Personnalités liées
- Gabriel Beaupré, hockeyeur[7];
- Alphonse-Marie Parent, prêtre et pédagogue;
- William Pelletier, hockeyeur[8];
- Jonathan Roy, chanteur et hockeyeur[9]